# Catophoenissa fuenzalidai
Catophoenissa fuenzalidai là một loài bướm đêm trong họ Geometridae.